# Lacs d'Espalem et de Lorlanges
Lacs d'Espalem et de Lorlanges este o arie protejată (sit de importanță comunitară — SCI) din Franța întinsă pe o suprafață de 67 ha, integral pe uscat.

## Localizare
Centrul sitului Lacs d'Espalem et de Lorlanges este situat la coordonatele 45°17′43″N 3°12′21″E / 45.29528°N 3.20583°E.

## Înființare
Situl Lacs d'Espalem et de Lorlanges a fost declarat arie specială de conservare în baza directivei 92/43 din 1992 referitoare la conservarea habitatelor naturale și a faunei și florei sălbatice pentru a proteja 3 specii de animale.

## Biodiversitate
Situată în ecoregiunea continentală, aria protejată conține 5 habitate naturale: Lacuri eutrofice naturale cu vegetație de tip Magnopotamion sau Hydrocharition, Fânețe de joasă altitudine (Alopecurus pratensis, Sanguisorba officinalis), Ape stătătoare oligotrofe până la mezotrofe, cu vegetație de Littorelletea uniflorae și/sau de Isoëto-Nanojuncetea, Ape puternic oligomezotrofe cu vegetație bentonică cu Chara spp., Pajiști uscate seminaturale și facies de acoperire cu tufișuri pe substraturi calcaroase (Festuco-Brometalia) (* situri importante pentru orhidee).
La baza desemnării sitului se află mai multe specii protejate:
- amfibieni (2): izvoraș-cu-burta-galbenă (Bombina variegata), triton cu creastă (Triturus cristatus)
- nevertebrate (1): fluturele purpuriu (Lycaena dispar)

Pe lângă speciile protejate, pe teritoriul sitului au mai fost identificate 1 specie de plante, 11 specii de păsări, 7 specii de amfibieni, 3 specii de nevertebrate.